# قصور شراعي بلعومي
القصور الشراعي البلعومي (بالإنجليزية Velopharyngeal insufficiency) اضطراب بنيوي يفشل فيه الشراع (الحنك الرخو) بالانطباق مع الجدار الخلفي للبلعوم (الجدار الخلفي للحلق) خلال الكلام وإغلاق الأنف (الجوف الأنفي) في أثناء الكلام الفموي. من المهم حدوث هذا الانغلاق لتوليد الصوت (من الحبال الصوتية) وجريان الهواء (من الرئتين) وتوجيهه إلى الجوف الفموي (الفم) لإنتاج جميع أصوات الحديث دون توليد أصوات جوف الأنف (حروف الميم والنون وحرفا النون والجيم مجتمعين). إذا لم يحدث الانغلاق الكامل خلال الكلام تحدث خنة مفرطة (اضطراب رنين صوتي) و/أو انبعاث صوتي أنفي (اضطراب في أصوات الكلام)، وقد يحدث أيضًا نقص في جريان الهواء يعيق توليد أغلب الأصوات الساكنة ما يجعلها ضعيفةً أو يلغيها.
تُستخدم تسميات عديدة لهذا الاضطراب منها «القصور الشراعي البلعومي» أو «عدم الكفاءة الشراعية البلعومية» أو «عدم الكفاية الشراعية البلعومية» أو «خلل الوظيفة الشراعية البلعومية» لكنها لا تحمل نفس المعنى.
يشير مصطلح «خلل الوظيفة الشراعية البلعومية» حاليًا إلى شذوذ في الصمام الشراعي البلعومي بصرف النظر عن السبب، ويشمل «القصور الشراعي البلعومي» أي عيب بنيوي في الشراع أو وظيفته الإغلاقية. تتضمن الأسباب قصةً سابقةً لانشقاق الحنك واستئصال اللوزتين وشذوذ البنى اللوزية وتشوهات العمود الفقري العنقي وإزالة أورام البلعوم أو الفم. تشير «عدم الكفاية الشراعية البلعومية» إلى سبب عصبي يعيق الإغلاق الشراعي البلعومي، وتشمل الأسباب النشبة الدماغية أو إصابة الدماغ الرضية أو الشلل الدماغي أو الاضطرابات العصبية العضلية. من المهم استخدام مصطلح «القصور الشراعي البلعومي» عند وجود عيب تشريحي دون اضطراب عصبي مرافق.

## التشريح
1. الجوف الأنفي.
2. الحنك الصلب.
3. الحنك الرخو.
4. اللسان.
5. الشفتان.
6. النسيج المستخدم في الجراحة.

## التشخيص

### تحليل النطق
يقع تشخيص القصور الشراعي البلعومي على عاتق اختصاصي أمراض النطق عبر تقييم إدراك الكلام الحسي. يتصف هذا الاضطراب بفرط الخنة الصوتية (توليد الكثير من الصوت في الجوف الأنفي خلال الكلام) و/أو انبعاث هوائي أنفي مسموع خلال الحديث. قد يسبب الانبعاث الأنفي أيضًا ضعفًا شديدًا في شدة الأصوات الساكنة وضغطها. قد يطور المريض إنتاجًا معاوضًا للأصوات الساكنة، إذ تُنتج الأصوات في البلعوم (منطقة الحلق) حيث يكون جريان الهواء كافيًا.

### المقياس الأنفي
وهو طريقة لقياس الارتباطات الصوتية للرنين مع الوظيفة الشراعية الحنكية عبر أداة مرتبطة بالحاسب. يعطي اختبار المقياس الأنفي اختصاصي أمراض النطق درجةً أنفيةً تمثل نسبةً مئويةً للصوت الأنفي من الصوت الإجمالي (الأنفي والفموي) خلال الكلام. يمكن مقارنة هذه الدرجة بالقيم المعيارية لمرور الكلام. يفيد مقياس الأنف في تقييم الخنة المفرطة لأنه يمنح قياسات موضوعية لوظيفة الصمام الشراعي البلعومي، وبالتالي يُستخدم غالبًا لمقارنة النتائج السابقة والتالية للعمل الجراحي وتحديد نتائج الكلام بعد بعض التداخلات الجراحية.

### التنظير الأنفي البلعومي
التنظير الأنفي البلعومي تقنية تنظيرية يمرر فيها الطبيب أو اختصاصي أمراض النطق منظارًا صغيرًا عبر أنف المريض إلى بلعومه الأنفي. يُخدر الأنف عادةُ قبل هذا الإجراء لتجنب الانزعاج الناجم عنه. يقدم التنظير الأنفي البلعومي رؤيةً لشراع الحنك (الحنك الرخو) وجدران البلعوم (جدران الحلق) خلال التنفس والكلام، وتتفوق هذه التقنية على تصوير الفيديو التألقي بقدرة الفاحص على رؤية حجم وموقع وسبب الانفتاح الشراعي البلعومي بوضوح دون أذًى لبنى المريض (على عكس الإشعاع). يمكن رؤية أماكن الانفتاح الصغيرة بهذه التقنية، وتساعد هذه المعلومات على اختيار التدبير الجراحي أو التعويضي المناسب للمريض. من سلبيات هذه الطريقة عدم وضوح المستوى العمودي لارتفاع الشراع مقارنةً بتصوير الفيديو التألقي، رغم أن هذا لا يشكل مشكلةً كبيرة.

### تصوير الفيديو التألقي
تصوير الفيديو التألقي تقنية جراحية لرؤية طول الشراع (الحنك الرخو) وحركته إضافةً إلى الجدران الخلفية والجانبية للبلعوم خلال الكلام. تمتاز هذه التقنية بالقدرة على رؤية كامل الجدار الخلفي للبلعوم، بينما يعيبها ما يلي:
1. تتطلب استخدام الأشعة، وهذا يمثل مشكلةً خاصةً لدى الأطفال.
2. لا يستطيع بعض الأطفال تحملها جيدًا لأنها تحتاج إلى حقن الباريوم ضمن البلعوم الأنفي عبر قسطرة أنفية.
3. لا تعطي صورًا بدقة عالية مثل التنظير الأنفي البلعومي.
4. لا يمكن رؤية الفتحات الصغيرة أو أحادية الجانب لأن حزمة الأشعة تأخذ حصيلة جميع الأجزاء معًا.[10][12]
5. تمنح هذه التقنية صورةً ثنائية الأبعاد فقط، وبالتالي تحتاج إلى أخذ صور في عدة اتجاهات لرؤية كامل آلية العمل الشراعية البلعومية.[13]

### التصوير بالرنين المغناطيسي
يمثل التصوير بالرنين لمغناطيسي مقاربةً غير غازية حديثةً نسبيًا بين الطرق التشخيصية. يستخدم المرنان المغناطيسي خصائص التردد المغناطسيي النووي لتصوير نوى الذرات ضمن الجسم. لا يطلق هذا الجهاز أشعةً وبالتالي يمكن تكرار التصوير به ضمن فترات متقاربة. أظهرت دراسات مختلفة أن المرنان يتفوق على تصوير الفيديو التألقي في رؤية تشريح البلعوم الشراعي. يعيب هذه الطريقة عدم القدرة على إظهار حركة البنى الشراعية البلعومية في أثناء الكلام على نقيض تصوير الفيديو التألقي وتنظير البلعوم الأنفي. يمكن أن تظهر آثار تصويرية خادعة عند تحرك المريض خلال التصوير أو عند وجود أجهزة عظمية تقويمية. يصعب إجراء التصوير بالرنين المغناطيسي لدى الأطفال المصابين برهاب الاحتجاز. يُعد هذا الجهاز من الطرق المكلفة مقارنةً بتصوير الفيديو التألقي وتنظير البلعوم الأنفي، ونتيجة ما سبق، لا يمكن استخدام المرنان على نطاق واسع لأهداف تشخيصية.

## العلاج

### علم أمراض النطق
لا تصحح المعالجة الكلامية القصور الشراعي البلعومي، إذ ينجم هذا الاضطراب عن وجود شذوذ بنيوي ويتطلب تدبيرًا فيزيائيًا (الجراحة أو جهاز مساعد عند عدم القدرة على إجرائها). تفيد المعالجة الكلامية في تصحيح نواتج التعبير اللفظي المعاوضة التي تطورت نتيجة القصور الشراعي البلعومي. تزيد فرصة نجاح المعالجة الكلامية بعد تصحيح هذا القصور، وأكثر المؤهلين لتقديم هذا العلاج اختصاصيو أمراض النطق بالتعاون مع فريق مختص بانشقاقات الحنك والقحف والوجه.

### تقنيات العملية الجراحية
في حالة الحنك المشقوق، يجب إصلاح الحنك عبر رأب الحنك للحصول على وظيفة شراعية بلعومية طبيعية، لكن 20-30% من الخاضعين لهذه العملية يستمرون في إظهار درجة ما من القصور الشراعي البلعومي، وهذا سيتطلب علاجًا جراحيًا (أو استخدام بديل صناعي) لتصحيح الاضطراب، وبالتالي تكون العملية الثانوية ضروريةً.
لا توجد طريقة جراحية واحدة لتصحيح الاضطراب جراحيًا، وتعتمد الجراحة على حجم الفتحة الشراعية البلعومية وموقعها وسببها. يمكن أن يختار الجراح التقنية المناسبة لكل حالة باستخدام الأدوات التشخيصية بناءً على الحالة التشريحية، وتهدف كل عملية إلى تحقيق أفضل نتيجة ممكنة لكل حالة دون إحداث انسداد السبيل الهوائي العلوي أو توقف التنفس خلال النوم. تمثل الشريحة البلعومية أو رأب معصرة الحنك حاليًا الطريقة المختارة لرأب الحنك لدى المرضى.